# Mario Monje
Mario Monje Molina (* 29. März 1929 in Irupana; † 15. Januar 2019 in Moskau) war ein bolivianischer Politiker und Mitgründer sowie Generalsekretär der Kommunistischen Partei Boliviens. Er hatte eine wichtige Rolle im Guerilla-Krieg Che Guevaras 1966/67, welcher mit dem Tod Guevaras endete.

## Biographie
Monje war 1950 einer der Gründer der Kommunistischen Partei Boliviens (PCB, Partido Comunista de Bolivia) und später Generalsekretär der Partei. Er führte die Partei auf prosowjetischer Linie. 1964 kam es zur Abspaltung einer kleinen maoistischen Gruppe (PCB-ML). Der von Monje geleitete VII. Parteitag der PCB bekräftigte im April 1965 die Politik des „friedlichen Wegs zur Macht.“
Mitte der 1960er Jahre spielte die PCB unter der Führung Mario Monjes eine zweideutige Rolle, als Kuba seit dem Sieg in der Kubanischen Revolution 1959 versuchte, das eigene Modell des bewaffneten Kampfes in andere lateinamerikanische Länder zu exportieren. Monje hatte ebenso wie etwa ein Dutzend weiterer PCB-Mitglieder seit April 1966 auf Kuba eine militärische Ausbildung erhalten, sprach sich jedoch wie auch andere gegen das Vorhaben einer durch einen Guerillakrieg ausgelösten Revolution in Bolivien aus, das auch von der Führung der Sowjetunion strikt abgelehnt wurde. Daher wurde die Position Monjes und der Kommunistischen Partei im Zusammenhang mit den Aktivitäten der von Guevara geleiteten Guerillatruppe Ejército de Liberación Nacional von vielen Seiten infrage gestellt. Im Zuge der Kontroverse trat Monje Anfang 1967 von seinem Posten als Generalsekretär der Kommunistischen Partei zurück, sein Nachfolger wurde Jorge Kolle, Bruder des Stabschefs der Luftwaffe.
Monje war von 1968 bis 1970 zum wiederholten Male aufgrund seiner politischen Betätigung inhaftiert. Als Provinzsekretär seiner Partei wurde er 1971 erneut inhaftiert, bevor er in der Sowjetunion politisches Asyl gewährt bekam. Seitdem lebte er in Moskau, wo er bis zu seiner Pensionierung am Lateinamerikainstitut der Akademie der Wissenschaften der UdSSR beschäftigt war. Er starb im Januar 2019 im Alter von 89 Jahren.

### Kontroverse mit Guevara um den Guerillakrieg in Bolivien
Nach dem ursprünglichen Plan, der auch den kubanischen Kämpfern auf Kuba erläutert worden war, sollte in der relativen Isolation der bolivianischen Berge zunächst lediglich eine regionale Ausbildungsbasis für Guerillakämpfer aus Bolivien, Peru, Brasilien und Argentinien aufgebaut werden. Monje ging davon aus, dass der Krieg selbst nicht in Bolivien, sondern in Argentinien oder Peru geführt werden sollte. Die bolivianischen Kommunisten waren zwar besser organisiert als ihre argentinischen und peruanischen Genossen. Monje sah sich im genauen Gegensatz zu Guevara jedoch vor allem als Politiker, der auf demokratischem Weg an die Macht kommen wollte, und nicht als Revolutionär. Monje war gegen eine Nutzung der maßgeblich von ihm errichteten Infrastruktur der PCB für einen Revolutionskrieg. Laut Guevaras Plan sollte Monje den städtischen Untergrundkampf führen, während die in Kuba ausgebildeten PCB-Mitglieder gemeinsam mit ihren internationalen Kampfgenossen in zwei Gebirgsregionen des Landes je eine Front eröffnen sollten.
Am 31. Dezember 1966 fand auf einem seit wenigen Wochen zu einer provisorischen Guerillabasis umfunktionierten Bauernhof am Río Ñancahuazú, den Monje mit aus Kuba erhaltenen Mitteln erworben hatte, ein Treffen mit Guevara statt. Bei diesem stellte Monje klar, dass er nicht akzeptieren könne, dass die ihm von Guevara zugedachte Rolle des politischen Chefs der bolivianischen Revolution der von Guevara für sich selbst reservierten Rolle des militärischen Chefs untergeordnet sein sollte. Er sei bereit, die Führung der von ihm gegründeten Partei niederzulegen, nicht jedoch zu unterstützen, dass die Revolution in Bolivien in den Händen eines ausländischen Befehlshabers liege. Guevara seinerseits war nicht bereit, seine Autorität einem bolivianischen Oberbefehl zu unterwerfen, so dass die erhoffte personelle und infrastrukturelle Unterstützung durch die PCB nicht zustande kam. Dies war der letzte Kontakt zwischen den beiden Männern. Das Zentralkomitee der PCB stellte in einem Brief vom 11. Januar 1967 an Fidel Castro klar, dass die bolivianische Revolution und der bewaffnete Kampf von Bolivianern geplant und geführt werden müsse. Trotz des Widerstands der Parteiführung beteiligten sich rund zwanzig PCB-Mitglieder am Guerillakrieg, von denen die meisten dabei ums Leben kamen. Nach der Absage der PCB nahm Ernesto Guevara Kontakt mit der prochinesischen PCB-ML um Moisés Guevara auf, der sich der Guerilla im März mit rund einem Dutzend Genossen und spontan angeworbener Freiwilliger anschloss.

### Kritik
In den kubanischen Medien wie EcuRed wird Monje als „Verräter“ bezeichnet. In seiner Einführung zum 1968 veröffentlichten bolivianischen Tagebuch Guevaras beschuldigt Fidel Castro Mario Monje, er habe gegenüber Guevara „nichts anderes [getan], als schimpfliche, lächerliche und unverdiente Befehlsansprüche geltend zu machen,“ Monje habe trotz fehlender eigener Erfahrung im Guerillakrieg Guevara „die politische und militärische Leitung der Bewegung in Bolivien streitig machen“ wollen. Er habe eingegangene Verpflichtungen zur Unterstützung der Guerilla nicht eingehalten, sondern „in der Stunde der Tat feige die Arme verschränkt“ und die Bewegung durch das „Abfangen“ von kampfbereiten Kommunisten in La Paz „boykottiert“. Weiter bezeichnete Castro Monje als „unfähigen, heuchlerischen und Ränke schmiedenden Führer,“ der die Entfaltung der revolutionären Kämpfer vereitelt habe. Monje wird von Aleida March, Guevaras Witwe, vorgeworfen, für dessen Tod verantwortlich zu sein.
Ebenso wie sein Nachfolger Kolle bereits 1968 erinnerte Monje in späteren Äußerungen daran, dass kein Bolivianer Guevara eingeladen habe, sondern dieser mit seinen Kriegsplänen auf eigene Rechnung nach Bolivien gegangen sei. Außerdem habe er Castro im Frühjahr 1967 eindringlich auf die aussichtslose militärische Lage Guevaras hingewiesen und darauf gedrängt, dass die Kubaner ihm mit einem Befreiungskommando zu Hilfe kommen sollten, worauf er aus Havanna jedoch keine Antwort erhalten habe.

## Nachweise
1. ↑  МОНХЕ МОЛИНА dic.academic.ru, abgerufen am 17. Januar 2019
2. ↑  "В Москве умер известный боливийский коммунист Марио Молина (Bolivianischer Kommunist Mario Molina starb in Moskau)". Abgerufen am 17. Januar 2019 (russisch).
3. ↑  The Sino-Soviet Dispute Within the Communist Movement in Latin America. (PDF; 10,7 MB),  S. 139, Studie der CIA vom 15. Juni 1967, abgerufen am 25. November 2013 (englisch).
4. ↑  Henry Butterfield Ryan: The Fall of Che Guevara: A Story of Soldiers, Spies, and Diplomats. S. 67, Oxford University Press, 1998 (englisch).
5. 1 2  Matilde Zimmermann: Che Guevara’s Bolivia Campaign: Thirty Years of Controversy (PDF; 28 kB). Departments of History and Latin American Studies, Vassar College, Poughkeepsie, New York.
6. ↑  La leyenda de Mario Monje, el líder comunista que se negó a participar en la guerrilla del Che Guevara. (Memento vom 4. Juli 2014 im Internet Archive) In: E′a vom 3. September 2012 (spanisch).
7. 1 2  Alarcón: Memorias de un soldado cubano. S. 120.
8. 1 2 3 4 5  Mario Monje: "El destino de Che Guevara fue predeterminado". (Memento vom 7. Februar 2015 im Internet Archive) Hörfunkinterview (21:13 Min.) von La Voz de Rusia vom 19. Oktober 2012, abgerufen am 7. Februar 2015 (spanisch)
9. ↑  José Andrés Sánchez: Los pasos que dio Guevara en Bolivia (Memento vom 11. Oktober 2007 im Webarchiv archive.today), eldeber.com.bo
10. ↑  Ryan: The Fall of Che Guevara. S. 66f.
11. ↑  Dariel Alarcón Ramírez: Memorias de un soldado cubano: Vida y muerte de la revolución. S. 140–144, Tusquets, Barcelona 2009 (spanisch).
12. ↑  Mario Monje. In: EcuRed, abgerufen am 27. Januar 2016 (spanisch)
13. ↑  Fidel Castro: Eine notwendige Einführung, kpp.aksios.de, spanischer Originaltext in Granma (Memento vom 2. Dezember 2013 im Internet Archive)
14. ↑  Ryan: The Fall of Che Guevara. S. 67

| Personendaten    | Personendaten                                                                                   |
| ---------------- | ----------------------------------------------------------------------------------------------- |
| NAME             | Monje, Mario                                                                                    |
| ALTERNATIVNAMEN  | Monje Molina, Mario (vollständiger Name)                                                        |
| KURZBESCHREIBUNG | bolivianischer Politiker, Generalsekretär und Mitbegründer der Kommunistischen Partei Boliviens |
| GEBURTSDATUM     | 29. März 1929                                                                                   |
| GEBURTSORT       | Irupana                                                                                         |
| STERBEDATUM      | 15. Januar 2019                                                                                 |
| STERBEORT        | Moskau                                                                                          |